# Moskauer Philharmonisches Orchester

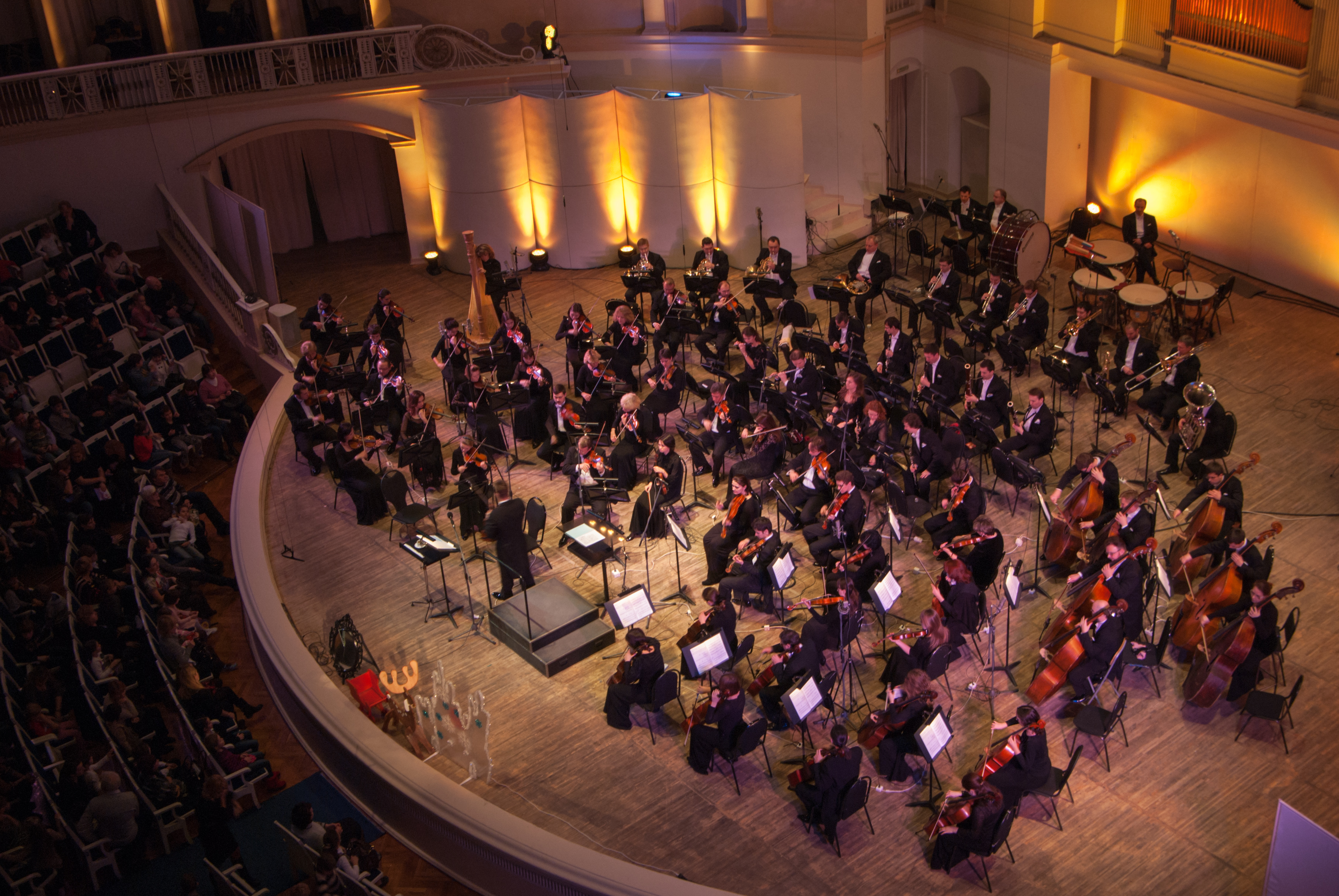
Moskauer Philharmonisches Orchester (2013)

Das Moskauer Philharmonische Orchester (auch: Akademisches Sinfonieorchester der Moskauer Staatlichen Philharmonie; russisch Академический симфонический оркестр Московской филармонии) ist ein Orchester in Moskau, Russland. Es wurde 1951 von Samuil Abramowitsch Samossud für noch in der Ausbildung oder am Anfang ihrer Karriere stehende junge Musiker als Moskauer Jugendorchester und als Opernorchester des Allunions-Radiokomitees gegründet. 1953 wurde es auf den gegenwärtigen Namen umbenannt, 1973 erhielt es den Zusatztitel Akademisch.

## Geschichte
1958 begleitete das Orchester unter dem späteren Chefdirigenten Kirill Petrowitsch Kondraschin beim 1. Tschaikowski-Wettbewerb in Moskau den US-Pianisten Van Cliburn, dessen Sieg bei dieser Konkurrenz auch als Signal der Tauwetter-Periode international großes Aufsehen erregte. In der Folge bestritt das Moskauer Philharmonische Orchester 1960 als erstes sowjetisches Orchester eine Tournee durch die USA. Unter dem langjährigen musikalischen Leiter Kondraschin intonierte der Klangkörper neben vielen anderen Werken als Premiere Schostakowitschs vierte und dreizehnte Sinfonie. Auf einer Tournee durch Japan im April 1967 unter Kondraschin entstanden Aufnahmen, die ein japanischer Radiosender später als CDs beim Label Altus verlegte.
Mit Juri Iwanowitsch Simonow, seit 1998 Chefdirigent, der die Professionalität des Orchesters steigerte, bereiste das Orchester Großbritannien, Frankreich, Deutschland, Slowenien, Kroatien, Polen, Litauen und Spanien sowie Hongkong, Japan und Südkorea.

## Musikdirektoren
- Samuil Samosud (1951–1957)
- Natan Rachlin (1957–1960)
- Kirill Kondraschin (1960–1975)
- Dmitri Kitajenko (1976–1990)
- Wassili Sinaiski (1991–1996)
- Mark Ermler (1996–1998)
- Juri Simonow (1998–)

## Diskographie
- A to Z of Conductors: Naxos Educational 8.558087-90 Ballet, Orchestral, Choral – Sacred MYASKOVSKY: Symphonies Nos. 24 und 25 Naxos 8.555376
- Pavlova: Monolog / The Old New York Nostalgia / Sulamith (Suite) Naxos 8.557674
- Shostakovich: Symphony No. 7, "Leningrad" BIS BIS-CD-515
- Tishchenko: Symphony No. 7, Op. 119 Naxos 8.557013
- Xenakis: Dox-Orkh / Mira Fornes: Desde Tan Tien BIS BIS-CD-772